# Eleição municipal de Mogi das Cruzes em 2020
A eleição municipal de Mogi das Cruzes em 2020 ocorreu no dia 15 de novembro (primeiro turno) e 29 de novembro (segundo turno). Esta cidade paulista possui 450.785 habitantes dentre os quais 319.826 são eleitores aptos a votar para definir o seu prefeito, vice e os seus 23 vereadores.
O prefeito Marcus Melo lançou sua candidatura à reeleição para a prefeitura de Mogi das Cruzes filiado ao PSDB, tendo como companheiro de chapa o vereador Sadao Sakai. No primeiro turno, obteve 42,2% dos votos válidos, contra 28,3% do segundo colocado, o então vereador Caio Cunha, do Podemos. No segundo turno, foi derrotado por seu oponente, se tornando o primeiro prefeito da cidade a não vencer uma disputa de reeleição. Com 100% das urnas apuradas, os votos válidos somaram 196.370, dos quais 58,39% foram para Cunha e os 41,61% em Melo. Os votos nulos e brancos somaram 24.086 votos. A abstenção foi de 99.370, ou 31,07% dos votos dos eleitores aptos a votar em Mogi das Cruzes.

## Candidatos[5]
8 nomes foram confirmados para a disputa da Prefeitura Municipal de Mogi das Cruzes.
| nº | Prefeito            | Partido | Vice                     | Coligação |
| -- | ------------------- | ------- | ------------------------ | --- |
| 12 | Fred Costa          | PDT     | Suely Fulco (PDT)        | Sem coligação |
| 13 | Rodrigo Valverde    | PT      | Waldir Fernandes (PSOL)  | "Mogi de Toda a Sua Gente" - PT - PSOL - UP                                                                                      |
| 19 | Caio Cunha          | PODE    | Priscila Yamagami (PODE) | "Vamos Ocupar a Cidade" - PODE - PTB - Solidariedade                                                                             |
| 28 | Felipe Lintz        | PRTB    | Tatiane Silva (PRTB)     | Sem coligação |
| 36 | Michael Della Torre | PTC     | Dora Carvalho (PTC)      | "Juntos para Renovar" - PTC - PMN                                                                                                |
| 45 | Marcus Melo         | PSDB    | Sadao Sakai (PL)         | "Mogi de Todos Nós" - PSDB - PL - PSL - PV - DEM - MDB - Republicanos - PP - Avante - PSB - PCdoB - REDE - PSC - Cidadania - PSD |
| 90 | Miguel Bombeiro     | PROS    | Tenente Castro (PROS)    | Sem coligação |

## Vereadores eleitos[6]
| Candidato               | Partido       | Votos |
| ----------------------- | ------------- | ----- |
| Marcelo Brás do Sacolão | PSDB          | 3.205 |
| Clodoaldo de Moraes     | PL            | 3.164 |
| Maurinho do Despachante | PSDB          | 3.102 |
| Edson Santos            | PSD           | 2.615 |
| Osvaldo Silva           | Republicanos  | 2.580 |
| Vitor Emori             | PL            | 2.519 |
| Pedro Komura            | PSDB          | 2.339 |
| Farofa                  | PL            | 2.336 |
| Mauro do Salão          | PL            | 2.335 |
| Fernanda Moreno         | MDB           | 2.331 |
| Prof Eduardo Ota        | Podemos       | 1.892 |
| John Ross               | Podemos       | 1.832 |
| Zé Luiz                 | PSDB          | 1.817 |
| Edinho do Salão         | MDB           | 1.779 |
| Iduigues Martins        | PT            | 1.739 |
| Malu Fernandes          | Solidariedade | 1.648 |
| Otto Rezende            | PSD           | 1.642 |
| Juliano Botelho         | PSB           | 1.485 |
| Marcos Furlan           | DEM           | 1.479 |
| Bi Gêmeos               | PSD           | 1.340 |
| Dr. Carlos Locarefski   | PV            | 1.323 |
| Policial Maurino        | Podemos       | 1.294 |
| Inês Paz                | PSOL          | 1.242 |

## Pesquisas eleitorais e resultados
Segue abaixo uma tabela conferindo o resultado obtido pelos pré-candidatos a Prefeitura de Mogi das Cruzes em seu último pleito disputado, bem como o resultado das pesquisas realizadas até aqui.
| Fonte                    | Data da pesquisa | Amostragem | Marcus Melo (PSDB) | Caio Cunha (PODE) | Rodrigo Valverde (PT) | Felipe Lintz (PRTB) | Miguel Bombeiro (PROS) | Fred Costa (PDT) | Michael Della Torre (PTC) | Andreia Diniz (Patriota) | Nenhum | Branco/ Nulo | Não sabe/Abst. |
| ------------------------ | ---------------- | ---------- | ------------------ | ----------------- | --------------------- | ------------------- | ---------------------- | ---------------- | ------------------------- | ------------------------ | ------ | ------------ | -------------- |
| FLS Pesquisa e Marketing | 6 e 7 de Julho   | 601        | 30,4%              | 10,3%             | 6%                    | 6%                  | 2,7%                   | 0,7%             | 0,5%                      | -                        | 18,1%  | 14,3%        | 11%            |

Observações:
Eleição 2016 - Marcus Melo disputou a eleição para a Prefeitura Municipal e vencem em 1º turno com 64,34% dos votos válidos. Miguel Bombeiro também disputou a Prefeitura e recebeu 3,63% dos votos válidos, terminando em terceiro lugar. Já Caio Cunha e Rodrigo Valverde disputaram a eleição para a Câmara Municipal, ambos tendo sido eleitos: Caio Cunha com 2,81% dos votos válidos de toda a cidade e Rodrigo Valverde com 0,9% dos votos válidos no município.